# Bruce Hayes (natation)
Pour les articles homonymes, voir Hayes.
Lawrence Bruce Hayes (né le 8 mars 1963 à Sarasota (Floride)) est un nageur américain. Lors des Jeux olympiques d'été de 1984 disputés à Los Angeles, il remporte une médaille d'or au relais 4 x 200 m nage libre, battant au passage le record du monde.

## Palmarès
- médaille d'or au relais 4 x 200 m nage libre aux Jeux olympiques de Los Angeles en 1984
- médaille d'or au 200 m nage libre aux Jeux panaméricains 1983
- médaille d'or au 400 m nage libre aux Jeux panaméricains 1983
- médaille d'or au relais 4 x 200 m nage libre aux Jeux panaméricains 1983